# Phoenicurus frontalis
El colirrojo frentiazul o colirrojo de patas azules (Phoenicurus frontalis) es una especie de ave paseriforme de la familia Muscicapidae. Su área de distribución incluye las regiones del norte del subcontinente indio y partes del sudeste asiático.

## Distribución y hábitat
Habita en los bosques subtropicales de Birmania, Bután, India, Laos, Nepal, Tailandia, Tíbet y Vietnam.